# Gaspard Bauhin
Gaspard Bauhin, of Caspar Bauhin (Bazel, 17 januari 1560 – aldaar, 5 december 1624) was een Zwitsers botanicus en arts. Bekend is de door hem geschreven Pinax theatri botanici (1623). Hierin gaf  hij korte beschrijvingen, en bij de meeste soorten referenties naar eerdere publicaties, van duizenden planten, waarvan hij een heel groot deel namen gaf die bestonden uit twee woorden: het eerste was de naam van het plantengeslacht, het tweede een uniek woord binnen dat geslacht waarmee de soort van andere werd onderscheiden. Deze methode van naamgeving werd later door Linnaeus nog strikter overgenomen in diens binominale nomenclatuur, waarbij hij veel van Bauhins namen hergebruikte. Bauhin werkte daarnaast ook aan de menselijke anatomische nomenclatuur.
Zijn broer, Johann Bauhin was ook medicus en botanicus en ook zijn zoon, Johann Caspar Bauhin was medicus en botanicus.
Gaspard was de zoon van de Franse arts en hugenoot Jean Bauhin, die Frankrijk had moeten verlaten in verband met zijn geloofsovertuiging. Gaspard studeerde geneeskunde en botanie in Bazel, Padua, Bologna, Montpellier, Parijs en Tübingen. In 1580 keerde hij terug naar Bazel, waar hij een jaar later promoveerde tot doctor in de medische wetenschappen, en met het geven van lessen in botanie en anatomie begon. In 1582 werd hij aan de Universiteit van Bazel hoogleraar in de Griekse taal, waarbij hem voldoende tijd overbleef om zich in de anatomie en botanie te blijven verdiepen. In 1589 werd hij de eerste hoogleraar in de nieuwe leerstoel voor anatomie en botanie. In 1614 volgde hij Felix Platter op in de leerstoel voor geneeskunde. In 1592, 1611 en 1619 was hij bovendien rector van de universiteit.
Naar Gaspard en zijn broer is het geslacht Bauhinia genoemd.

## Werken
- Phytopinax (1596).
- De Pinax theatri botanici [Geïllustreerd overzicht der planten] beschrijft ongeveer 5.640 soorten en classificeert deze. Het classificatiesysteem is traditioneel en deelt de planten in in de groepen "bomen", "struiken" en "kruiden". Hij bracht veel planten, zoals bijvoorbeeld grassen bijeen in groepen zoals die ook heden ten dage nog herkend worden. Het belangrijkste van zijn werk is de beschrijving van soorten en geslachten. Veel van de namen die hij gaf zijn later door Linnaeus overgenomen en worden daarom ook nu nog gebruikt.
- Gaspard Bauhin was van plan om na Pinax theatri botanici nog een werk te schrijven, namelijk Theatrum botanicum. Van de geplande twaalf delen heeft hij er maar drie afgekregen en daarvan is er maar één (postuum) gepubliceerd (in 1658).

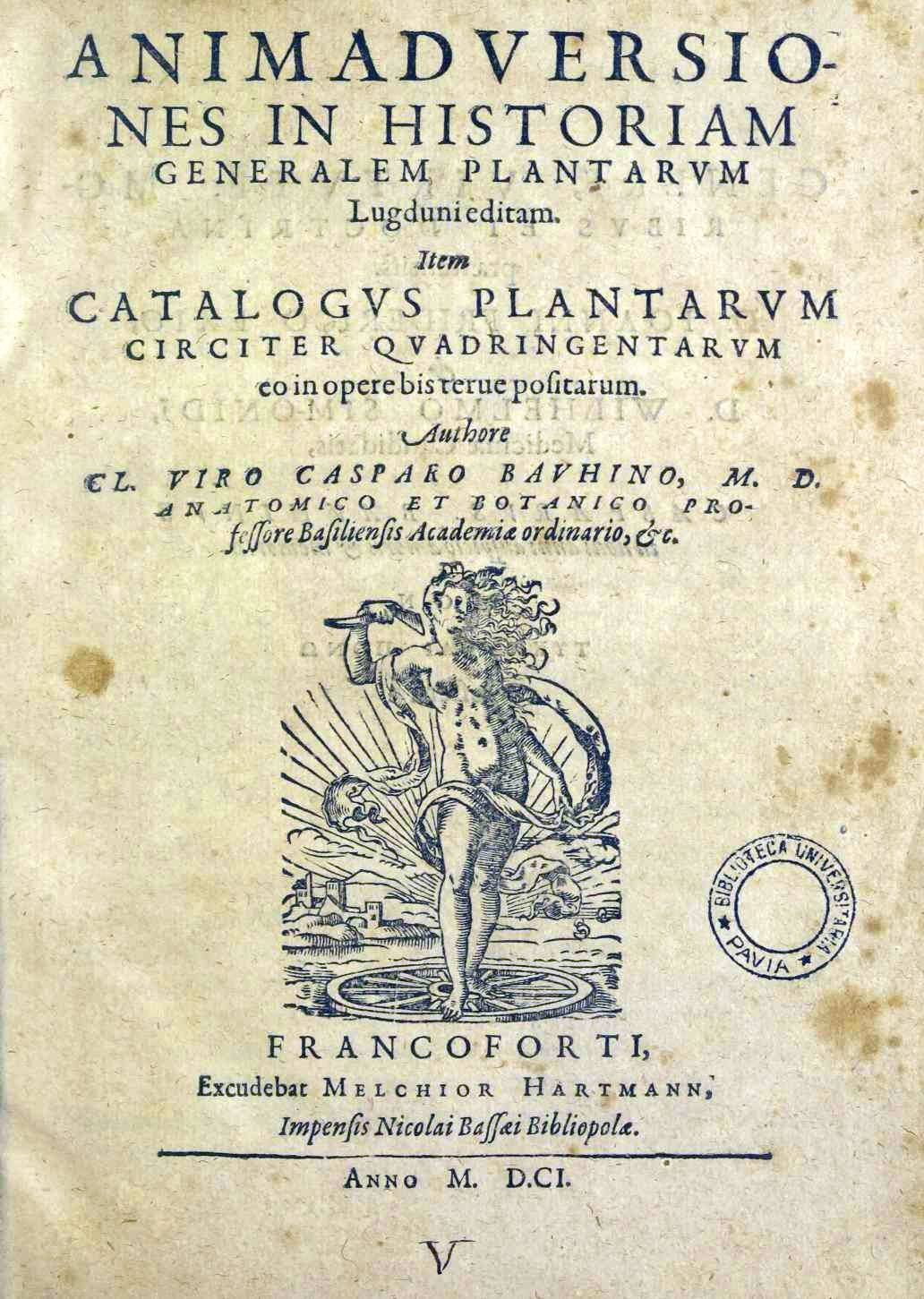
Animadversiones in historiam generalem plantarum, 1601

- Bibsys: 90868658
- Biblioteca Nacional de Chile: 000192671
- Biblioteca Nacional de España: XX1142431
- Bibliothèque nationale de France: cb125418895 (data)
- Author citation (botany): C.Bauhin
- Catàleg d'autoritats de noms i títols de Catalunya: 981058528307306706
- CiNii: DA10597974
- Gemeinsame Normdatei: 11884962X
- Historisch woordenboek van Zwitserland: 014280
- International Standard Name Identifier: 0000 0001 2124 6403
- Library of Congress Control Number: n85112012
- Nationale Bibliotheek van Tsjechië: nlk20000079443
- Nationale bibliotheek van Australië: 35991043
- Nationale Bibliotheek van Israël: 987007273479905171
- Nationale Bibliotheek van Polen: a0000002693393
- Nationale en Universitaire bibliotheek Zagreb: 000411553
- Nederlandse Thesaurus van Auteursnamen: 071966854
- Réseau des bibliothèques de Suisse occidentale: 02-A000017102
- Istituto Centrale per il Catalogo Unico: BVEV018505
- LIBRIS: 276954
- SNAC: w65b01sj
- Système universitaire de documentation: 03469093X
- Trove: 1176043
- Virtual International Authority File: 24714069
- WorldCat: E39PBJfMkrF8HMwPx7QMRvVpyd